# Martin Piaggio
Martin Piaggio (Genova, 30 dicembre 1774 – Genova, 22 aprile 1843) è stato un poeta italiano, che scrisse in lingua ligure.

## Biografia
Figlio di Aurelio Maria, notaro e archivista della repubblica di Genova, rimase orfano all'età di sette anni. Studiò presso i Padri scolopi, ai quali apparteneva suo zio Vincenzo, indi venne eletto pubblico mediatore del banco di San Giorgio e questa fu la sua professione sino alla morte.
Discendente del pittore Teramo Piaggio, si dedicò anche alla pittura sino al 1810, ma almeno dal 1815, data di stampa del suo primo lunario, dedicò la sua arte solo alla poesia vernacolare.
Oltre alle opere raccolte e pubblicate da lui stesso o dopo la sua morte, compilò poesie occasionali di vario tipo (ad esempio per le nozze di amici). La sua vena creativa si ridusse notevolmente dopo il 1833 quando perse la moglie, Teresa Bianchi, e una figlia amatissima.
Si interessò anche di edilizia urbana, promuovendo l'apertura dei giardini dell'Acquasola e suggerendo la costruzione del Teatro Carlo Felice.
Morì improvvisamente nel 1843, poco dopo aver predisposto i versi da utilizzare per il proprio epitaffio.
A lui è dedicata una via nel centro di Genova.
La sua poesia I doî avari (I due avari) ispirò Emerico Valentinetti a comporre la famosa commedia Pignasecca e Pignaverde, portata al successo dal comico genovese Gilberto Govi. Al termine della commedia viene anche citato un passo dell'opera di Martin Piaggio:
(Martin Piaggio)

## Opere

### In vita
- Lunario del Signor Regina (stampato annualmente dal 1815 al 1843)
- Il Giornale delle Dame, Ponthenier (lunario del 1822)
- Chiaravalle genovese (lunario stampato dal 1830 al 1836 presso Pellas)
- Esopo Zeneise (contenente 50 novelle nel 1822, ristampato e ampliato nel 1829 con altre 50 novelle e con il poemetto in due canti A revolûtion de bestie contro i ommi.)

### Postume
- Raccolta delle migliori poesie di Martino Piaggio, Genova, 1846.
- Martin Piaggio, Poesie di Martino Piaggio, Prefazione di Giovanni Casaccia, Tipografia dei fratelli Pagano, 1864.